# Le Bandit du Wyoming
Pour plus de détails, voir Fiche technique et Distribution.
Le Bandit du Wyoming (Wyoming Outlaw) est un film américain réalisé par George Sherman et sorti en 1939.
Ce film fait partie de la série de 51 westerns de série B produits avec un budget limité par Republic Pictures entre 1936 et 1943 sous le titre The Three Mesquiteers, d'après les romans de William Colt MacDonald. John Wayne participa à huit de ces films.

## Fiche technique
- Titre français : Le Bandit du Wyoming ou Le Grand Éperon ou Tempête de sable au Wyoming[1]
- Titre original : Wyoming Outlaw
- Réalisation : George Sherman
- Scénario : Jack Natteford, Betty Burbridge d'après un roman de William Colt MacDonald
- Costumes : Adele Palmer
- Photographie : Reggie Lanning
- Musique : William Lava
- Direction musicale : Cy Feuer
- Montage : Tony Martinelli
- Production : William Berke
- Société de production : Republic Pictures
- Pays d'origine :  États-Unis
- Langue : anglais
- Format : Noir et blanc
- Son : Mono (RCA High Fidelity Recording)
- Genre : Western
- Durée : 56 minutes
- Dates de sortie : 
  - États-Unis : 27 juin 1939
  - France : 10 avril 1946[1]

## Distribution
- John Wayne : Stony Brooke
- Ray Corrigan : Tucson Smith
- Raymond Hatton : Rusty Joslin
- Donald Barry : Will Parker
- Pamela Blake : Irene Parker
- LeRoy Mason : Joe Balsinger
- Charles Middleton : Luke Parker
- Katherine Kenworthy : Mme Parker
- Elmo Lincoln : U.S. Marshal Gregg
- Jack Ingram (en) : Shérif Nolan
- David Sharpe : Newt
- Jack Kenny : Amos Doyle
- Yakima Canutt : Ed Sims
- Dave O'Brien : le garde-chasse d'Acacia Parc